# Kiwara Miyazaki
Kiwara Miyazaki (jap. 宮崎 幾笑, Miyazaki Kiwara; * 17. Februar 1998 in der Präfektur Gunma) ist ein japanischer Fußballspieler.

## Karriere
Kiwara Miyazaki erlernte das Fußballspielen in den Jugendmannschaften von Thespakusatsu Gunma und Albirex Niigata. 2015 absolvierte er als Jugendspieler ein Spiel in der ersten Mannscharft von Albirex Niigata. Die Mannschaft aus Niigata, einer Hafenstadt in der Präfektur Niigata auf Honshū, der Hauptinsel von Japan, spielte in der höchsten japanischen Liga, der J1 League. 2016 unterschrieb er hier auch seinen ersten Profivertrag. Der Zweitligist Zweigen Kanazawa aus Kanazawa lieh ihn von 2017 bis 2018 aus. Nach Vertragsende bei Niigata wechselte er 2019 zum FC Tokyo. Die erste Mannschaft des Vereins aus der Präfektur Tokio spielte in der ersten Liga, die U23-Mannschaft spielte in der dritten Liga, der J3 League. In der ersten Mannschaft kam er nicht zum Einsatz. Mit der U23 bestritt er 25 Drittligaspiele. Im Finale um den J.League Cup 2020 besiegte Tokyo am 4. Januar 2021 Kashiwa Reysol mit 2:1. Die Saison wurde er an den Zweitligisten Fagiano Okayama ausgeliehen. Für Fagiano absolvierte er 23 Zweitligaspiele. Nach der Ausleihe wurde er am 1. Februar 2022 fest von Fagiano unter Vertrag genommen. 2022 stand er 19-mal für Fagiano in der zweiten Liga auf dem Spielfeld. Am 1. Februar 2023 wechselte er auf Leihbasis für eine Spielzeit zum Zweitligaaufsteiger Iwaki FC. Für den Zweitligisten aus Iwaki stand er zweimal auf dem Spielfeld. Nach der Ausleihe kehrte er zu Fagiano Okayama. Hier wurde sein Vertrag jedoch nicht verlängert. Von Februar 2024 bis Juli 2024 stand er beim unterklassigen Shibuya City FC unter Vertrag. Ende Juli 2024 wechselte er nach Thailand. Hier unterschrieb er einen Vertrag beim Zweitligisten Ayutthaya United FC. Nach elf Ligaspielen wurde sein Vertrag Ende Dezember 2024 nicht verlängert.

## Erfolge
FC Tokyo
- Japanischer Ligapokalsieger: 2020